# Cyathochromis obliquidens
Espèce
Statut de conservation UICN

 LC  : Préoccupation mineure
Cyathochromis obliquidens est une espèce de poissons de la famille des Cichlidae et de l'ordre des Cichliformes. Cette espèce est endémique du lac Malawi en Afrique. C'est la seule de son genre Cyathochromis.